# Palazzo Verospi Vitelleschi
Palazzo Verospi Vitelleschi a Roma, adiacente al palazzo Bonaparte e separato da quello Doria Pamphilj dal vicolo Doria, è una ricostruzione del 1887 dell'architetto Luigi Tedeschi di un palazzo edificato nel 1580 dalla famiglia Vitelleschi, passato poi alla famiglia Tassi ed infine alla famiglia Verospi.

## Storia
Presso la famiglia vi furono molti condottieri sempre al servizio del Papa e pertanto la famiglia si trasferì a Roma. I Vitelleschi furono ascritti al patriziato romano intorno al 1560 ed in quegli anni iniziarono la costruzione del palazzo di Via del Corso.
Nel 1660 il palazzo apparteneva al marchese Antonio Tassi che aveva sposato Sulpizia Vitelleschi.
Nel 1665 il Bellori nella sua Nota delli Musei ricorda che nel palazzo erano state raccolte da Ippolito Vitelleschi alcune opere antiche tra cui una Minerva di alabastro restaurata con testa e mani di metallo da Francesco Fiammingo (ora a Villa Albani).
Nel 1774 il palazzo passa in eredità ai Verospi, mercanti spagnoli ascritti tra i patrizi nel 1746 (il casato si estingue nel 1775 con il marchese Girolamo morto senza figli maschi e con la figlia Virginia che sposa un membro famiglia nobile genovese Gavotti).

## Caratteristiche
Il palazzo, che è stato ricostruito nel 1887 dall'architetto Luigi Tedeschi, si sviluppa su quattro piani di nove finestre ciascuno architravato con timpano triangolare al primo.
Al pianterreno apre un portale architravato fiancheggiato da porte ad arco di rimessa per negozio, sovrastato da un balcone che raggruppa tre finestre centrali del piano nobile.